# Gaturamo-rei
O gaturamo-rei (Euphonia cyanocephala) é uma ave passeriforme da família dos fringilídeos que habita parte do oeste da América do Sul e o Brasil. Tais aves possuem a garganta e o dorso negros, uropígio e lado ventral amarelos, sendo as fêmeas verdes e de boné azul. Também são conhecidas pelos nomes de bonito-canário, bonito-fogo, gaturamo-canário e tereno.